# Junior Wells
Junior Wells (9 de desembre, 1932 - 15 de gener, 1998), nat com a Amos Wells Blakemore Jr., va ser un vocalista de blues i harmonicista de Chicago. Era famós per tocar amb Muddy Waters, Buddy Guy, Magic Sam, Loonie Brooks, The Rolling Stones i Van Morrison, entre d'altres. Va morir després de patir 4 mesos un limfoma, amb 63 anys.

## Biografia
Naixia a Memphis, Tennessee, i era criat a Arkansas. Inicialment influït per un amic de Memphis, Junior Parker, i per en Sonny Boy Williamson II, Junior Wells marxa a Chicago el 1948 i comença a quedar i a tocar amb músics locals en festes particulars i tavernes. Aquí forma la banda The Aces (amb els germans guitarristes Dave i Louis Myers, i el bateria Fred Below) i desenvolupa un estil d'harmònica amplificat més modern que el que es coneixia, influït per Little Walter.
Va fer el seu primer enregistrament a l'edat de 19 anys, reemplaçant Little Walter a la banda de Muddy Waters i apareixia en una de les sessions de Muddy Waters per a Chess Records el 1952. Els primers enregistraments com a líder d'una banda els feia a l'any següent per a States Records.
Junior Wells va treballar amb Buddy Guy als anys 60 i va enregistrar el seu primer àlbum, Hoodoo Man Blues per a Delmark Records. El seu àlbum més conegut és Blues Home de 1965, i Hoodoo en Delmark Records, que presentava Buddy Guy a la guitarra. Wells i Guy van col·laborar amb els Rolling Stones en nombroses ocasions durant els anys 70.
Junior Wells va fer una aparició en la pel·lícula de 1998 Blues Brothers 2000, la seqüela de The Blues Brothers. La pel·lícula va ser estrenada menys d'un mes després de la seva mort. Va continuar actuant fins que se'l va diagnosticar un càncer a l'estiu de 1997. Aquella tardor, patia un atac de cor mentre estava en tractament, entrant en coma.
Wells va ser enterrat a l'Oak Woods Cemetery de Chicago després de sucumbir al limfoma el 15 de gener de 1998.

## Discografia
- Hoodoo Man Blues † (1965)
- It's My Life, Baby! † (1966)
- Chicago/The Blues/Today! vol. 1 † (1966)
- On Tap (1974)
- You're Tuff Enough (1968)
- Coming at You † (1968)
- Live at the Golden Bear (1969)
- Southside Blues Jam † (1969)
- Buddy and the Juniors † (1970)
- In My Younger Days (1972)
- Buddy Guy & Junior Wells Play the Blues † (1972)
- Live At Montreux † (1977)
- Blues Hit Big Town (1977)
- Pleading the Blues † (1979)
- Got To Use Your Head (1979)
- Drinkin' TNT 'n' Smokin' Dynamite † (1982)
- The Original Blues Brothers (1983)
- Messin' With The Kid, Vol 1 (1986)
- Universal Rock (1986)
- Chiefly Wells (1986)
- Harp Attack! (1990)
- 1957-1966 (1991)
- Alone & Acoustic † (1991)
- Undisputed Godfather of the Blues (1993)
- Better Off with the Blues † (1993)
- Messin' With The Kid 1957-63 (1995)
- Everybody's Getting' Some (1995)
- Come on in This House (1997)
- Live at Buddy Guy's Legends (1997)
- Keep On Steppin': The Best Of… (1998)
- Best Of The Vanguard Years (1998)
- Masters (1998)
- Buddy Guy & Junior Wells † (1998)
- Last Time Around –- Live at Legends (1998)
- Junior Wells & Friends (1999)
- Every Day I Have The Blues (2000)
- Calling All Blues (2000)
- Buddy Guy & Junior Wells † (2001)
- Best Of.. (2001)
- Live at Theresa's 1975 (2006)

(† realitzat amb Buddy Guy)